# Гапончук Дмитро Сергійович
Дмитро Сергійович Гапончук (нар. 8 листопада 1995, Івано-Франківськ, Україна) — український футболіст, захисник.

## Життєпис

### Ранні роки
Вихованець ДЮСШ «Прикарпаття», «Ніки» (Івано-Франківськ), «Скали» (Моршин) та «Волині». Першим тренером був Єжов О.О., Лукань І.Г. та Поптанич В.С. З 2008 по 2012 рік провів 46 матчів у першості та чемпіонаті ДЮФЛ.

### Клубна кар'єра

#### Аматори
У 2012 і 2013 році виступав за аматорські команди «Тепловик» (Івано-Франківськ) і «Карпати» (Яремче) в чемпіонаті та Кубку Івано-Франківської області.

#### «Металург»
У 2014 році поповнив ряди запорізького «Металурга», за молодіжну (U-21) команду якого дебютував 2 серпня 2014 року в домашньому поєдинку проти «Говерли».
7 листопада 2015 дебютував в основному складі «Металурга» у виїзному матчі Прем'єр-ліги проти луганської «Зорі», вийшовши замість Єгора Клименчука на 29-й хвилині зустрічі. 8 грудня того ж року стало відомо, що Дмитро разом з низкою інших гравців покинув «Металург» в зв'язку з процесом ліквідації клубу. Всього за період виступів у складі запорізької команди провів 3 матчі в чемпіонаті та 18 поєдинків у молодіжній першості.

#### «Тепловик»
З квітня по червень 2016 роки зіграв 11 матчів за команду «Оскар» (Підгір'я) в чемпіонаті Івано-Франківської області. У липні того ж року став гравцем новачка другої ліги України клубу «Тепловик» (Івано-Франківськ). Дебютував у складі івано-франківців 24 липня 2016 року в переможному (6:0) виїзному поєдинку 1-о туру проти клубу «Арсенал-Київщина». Дмитро вийшов на поле в стартовому складі, а на 78-й хвилині його замінив Ореста Януша. У складі «Тепловика» зіграв 20 матчів.

#### «Нива» (Тернопіль)
У 2017 році перейшов до «Придністров'я» (Тлумач) з чемпіонату Івано-Франківської області (12 матчів, 4 голи). 22 лютого 2018 року підписав контракт з тернопільською «Нивою». Дебютував за нову команду 1 квітня 2018 року в програному (0:2) виїзному поєдинку 20-о туру Другої ліги проти ФК «Львів». Гапончук вийшов на поле в стартовому складі, а на 85-й хвилині його замінив Віктор Шевченко. У Другій частині сезону 2017/18 зіграв у 7-и матчах. У середині червня 2018 року клуб та футболіст розірвали контракт й Дмитро залишив команду вільним агентом.

#### «Верес»
У середині липня 2018 року підписав контракт з «Вересом». Дебютував за рівненську команду 22 липня 2018 року в програному (0:1) домашньому поєдинку 1-о туру групи «А» Другої ліги проти хмельницького «Поділля». Дмитро вийшов на поле в стартовому складі, а на 56-й хвилині його замінив Олександр Мосіюк. У футболці «народного клубу» провів 5 матчів у Другій лізі.

## Статистика
Станом на 26 березня 2017
| Клуб                          | Ліга         | Сезон   | Чемпіонат | Чемпіонат | Кубок | Кубок | Дубль | Дубль |
| Клуб                          | Ліга         | Сезон   | Матчі     | Голи      | Матчі | Голи  | Матчі | Голи  |
| ----------------------------- | ------------ | ------- | --------- | --------- | ----- | ----- | ----- | ----- |
| «Металург» (Запоріжжя)        | Прем'єр-ліга | 2014/15 |           |           |       |       | 10    | 0     |
| «Металург» (Запоріжжя)        | Прем'єр-ліга | 2015/16 | 3         | 0         |       |       | 8     | 0     |
| «Тепловик» (Івано-Франківськ) | Друга ліга   | 2016/17 | 16        | 0         |       |       |       |       |